# Paradise, Hawaiian Style
Paradise, Hawaiian Style (no Brasil, No Paraíso do Havaí e em Portugal, Paraíso Havaiano) é um filme de comédia musical de 1966 dirigido por Michael D. Moore e protagonizado por Elvis Presley. Esse foi o último de três filmes com Elvis que foram ambientados no Havaí. Os outros dois foram: Blue Hawaii de 1961 e Girls! Girls! Girls! de 1962.

## Sinopse
Rick Richards (Elvis Presley) volta para a sua casa no Havaí após ser demitido de seu trabalho como piloto de helicóptero. Ele e seu irmão Danny Kohana (James Shigeta) entram em um acordo e começam seu próprio negócio juntos. Mas diferenças de opiniões e negociações com mulheres pode custar o emprego de Rick e a casa de Danny. Quando Rick é apreendido por oficiais, Danny desiste de continuar fazer negócios com ele. Rick agora precisa decidir se ele deve mesmo perder sua licença para sempre somente por causa de dar atenção a uma amiga sua que vive pedindo favores a ele.

## Elenco
- Elvis Presley: Rick Richards
- Suzanna Leigh: Judy Hudson
- James Shigeta: Danny Kohana
- Philip Ann: Moki Kaimana
- Donna Butterworth: Jan Kohana
- Marianna Hill: Lani Kaimana
- Irene Tsu: Pua
- Linda Wong: Lehua Kewana
- Julie Parrish: Joanna